# Сен-Бріє (округ)
Округ Сен-Бріє (фр. Arrondissement de Saint-Brieuc) — округ у Франції, в департаменті Кот-д'Армор. 2023 року округ об'єднував 113 муніципалітети, населення становило 272 882 особи.
Адміністративний центр (супрефектура) — Сен-Бріє.

## Муніципалітети
Список муніципалітетів округу та їхні коди INSEE:
1. Аллінек (22001)
2. Андель (22002)
3. Бінік-Етабль-сюр-Мер (22055)
4. Бреан (22015)
5. Герледан (22158)
6. Гомене (22062)
7. Госсон (22060)
8. Грас-Юзель (22068)
9. Емонстуар (22075)
10. Енанбіан (22076)
11. Енансаль (22077)
12. Енон (22079)
13. Ереак (22053)
14. Еркі (22054)
15. Жугон-ле-Лак - Коммюн-нувель (22084)
16. Ілліон (22081)
17. Ілліфо (22083)
18. Іль-де-Бреа (22016)
19. Іффіньяк (22389)
20. Кентен (22262)
21. Кентенік (22261)
22. Кессуа (22258)
23. Коетлогон (22043)
24. Коетм'є (22044)
25. Корель (22033)
26. Корле (22047)
27. Ла-Армуа (22073)
28. Ла-Буї (22012)
29. Ла-Малур (22140)
30. Ла-Меогон (22144)
31. Ла-Мотт (22155)
32. Ла-Пренессе (22255)
33. Ла-Шез (22039)
34. Ламбаль-Армор (22093)
35. Ланге (22106)
36. Ландеан (22098)
37. Ланрела (22114)
38. Лантік (22117)
39. Ланфен (22099)
40. Ле-Бодео (22009)
41. Ле-В'є-Бур (22386)
42. Ле-Камбу (22027)
43. Ле-Кілліо (22260)
44. Ле-Леле (22126)
45. Ле-Мене (22046)
46. Ле-О-Корле (22074)
47. Ле-Фей (22059)
48. Лоренан (22122)
49. Лоскуе-сюр-Ме (22133)
50. Лудеак (22136)
51. Мердриньяк (22147)
52. Меріяк (22148)
53. Мерлеак (22149)
54. Монконтур (22153)
55. Нуаяль (22160)
56. Пангілі (22165)
57. Пледельяк (22175)
58. Пледран (22176)
59. Плек-Л'Ермітаж (22203)
60. Племе (22183)
61. Племі (22184)
62. Плен-От (22170)
63. Плене-Жугон (22185)
64. Пленеф-Валь-Андре (22186)
65. Плентель (22171)
66. Плерен (22187)
67. Плестан (22193)
68. Плугенаст-Лангаст (22219)
69. Плуран (22232)
70. Плуфраган (22215)
71. Плюм'є (22241)
72. Плюр'ян (22242)
73. Плюссюльян (22244)
74. Поммере (22246)
75. Пордік (22251)
76. Руяк (22267)
77. Севіньяк (22337)
78. Сен-Барнабе (22275)
79. Сен-Бії (22276)
80. Сен-Брандан (22277)
81. Сен-Бріє (22278)
82. Сен-Вран (22333)
83. Сен-Глан (22296)
84. Сен-Денуаль (22286)
85. Сен-Донан (22287)
86. Сен-Ерве (22300)
87. Сен-Жильда (22291)
88. Сен-Жиль-В'є-Марше (22295)
89. Сен-Жульєн (22307)
90. Сен-Карадек (22279)
91. Сен-Каррек (22281)
92. Сен-Ке-Порріє (22325)
93. Сен-Коннек (22285)
94. Сен-Лонек (22309)
95. Сен-Майо (22316)
96. Сен-Мартен-де-Пре (22313)
97. Сен-Модан (22314)
98. Сен-Р'єль (22326)
99. Сен-Тело (22330)
100. Сен-Тримоель (22332)
101. Сент-Альбан (22273)
102. Сент-Етьєнн-дю-Ге-де-л'Іль (22288)
103. Трамен (22341)
104. Требрі (22345)
105. Треве (22376)
106. Тревенек (22377)
107. Треге (22360)
108. Треданьєль (22346)
109. Тредія (22348)
110. Тремер (22369)
111. Треморель (22371)
112. Тремюзон (22372)
113. Юзель (22384)